# سیارک ۴۹۸۹
سیارک ۴۹۸۹ (به انگلیسی: 4989 Joegoldstein، نامگذاری:1981DX1) چهار هزار و نهصد و هشتاد و نهمین سیارک کشف شده‌است که در ۲۸ فوریه ۱۹۸۱ کشف شد.
قدر مطلق سیارک برابر ۱۳٫۲۰ است.